# Jüdische Gemeinde Dittigheim

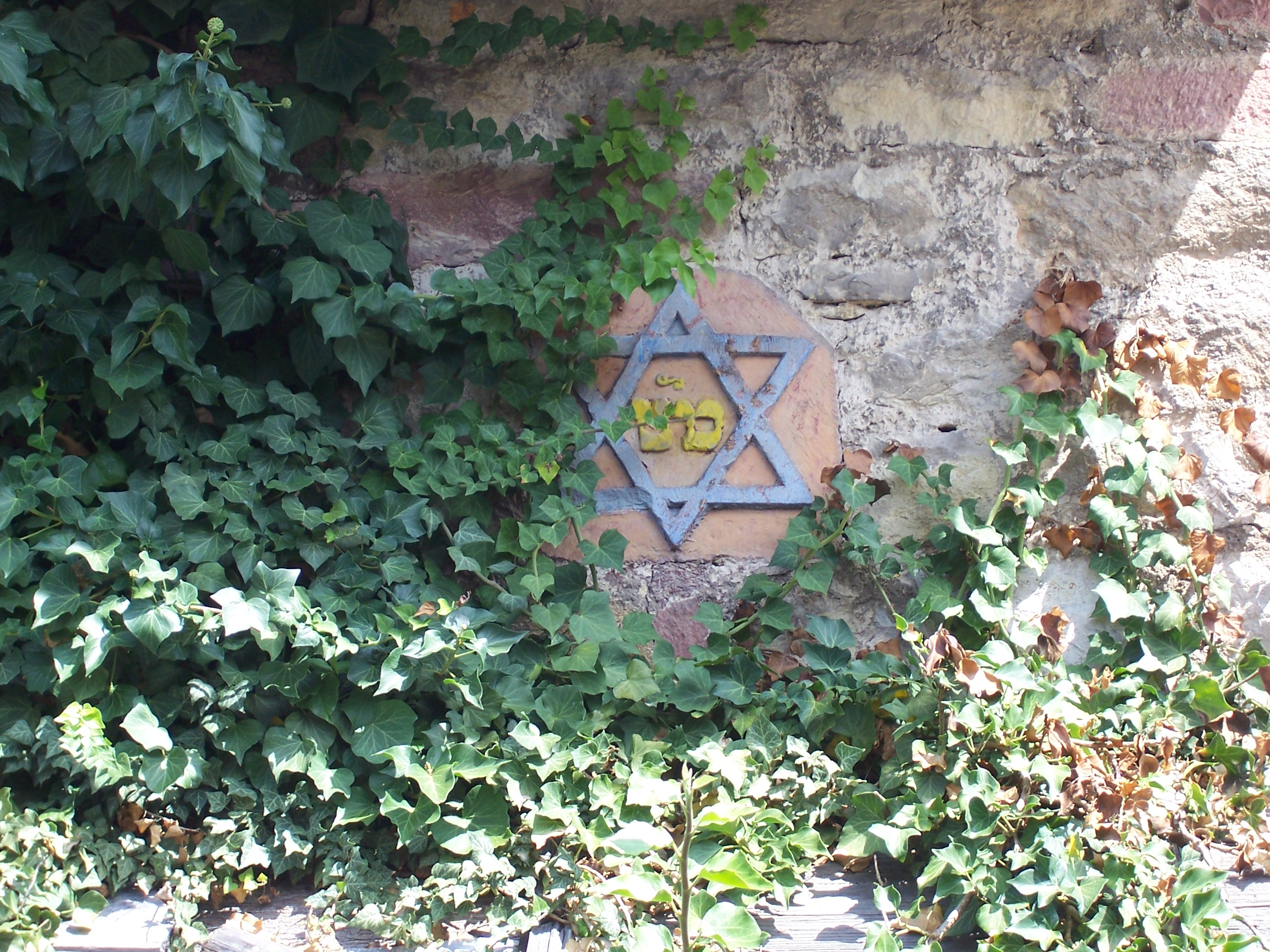
Ein Traustein (oder Hochzeitsstein) an der ehemaligen Dittigheimer Synagoge (erbaut ca. 1769)

Die Jüdische Gemeinde in Dittigheim bestand vom 16./17. Jahrhundert bis 1881. 

## Geschichte
Die Entstehung der jüdische Gemeinde Dittigheim reicht bis in die Zeit des 16./17. Jahrhunderts zurück. In den Jahren 1542 bis 1555 finden sich erste Hinweise auf die Existenz von Juden in Dittigheim. Damals gab es einem Streit zwischen Pfarrer Hans zu Dittigheim und der Frau des Juden Jekhel. 1573 und 1578 wird der Jude Nehem(b) genannt, der damals vermutlich der einzige jüdische Bewohner Dittigheims war. Um 1600 wohnte ein Jude mit dem Namen Benjamin im Ort. Er war der Stammvater der bis ins 19. Jahrhundert in Dittigheim lebenden Familie Strauss. 1622 wird der Jude Mosche genannt. Die ersten Juden in Dittigheim sollen laut einer mündlichen Überlieferung der ehemaligen jüdischen Gemeinde aus Spanien geflohen sein.
Nach dem Dreißigjährigen Krieg konnten sich weitere Juden in Dittigheim niederlassen. 1699 lebten folgende Schutzjuden – teilweise mit Familien – nach einem Bericht des Grünsfelder Amtes in Dittigheim: Moyses aus Königshofen (seit 24 Jahren in Dittigheim), Lämlein aus Mosbach (seit 1675 in Dittigheim), Joseph von Dittigheim, Fälklein aus Wertheim, Hirschlein von Dittigheim. 1737 wohnten 19 jüdische Personen in Dittigheim. 1763 werden neun jüdische Familien genannt (Familienväter Samson, Jakob, Samson der Jüngere, Eysig, Löw Hersch, Josef Schmuel, Moyses Joseph, Samuel Jakob, Abraham Schmuel).
1816 erhielt als erster Jude Dittigheims Samuel Strauß das Bürgerrecht der Gemeinde. Er betrieb zunächst einen Getreidehandel, später einen Weinhandel. 1849 zog er nach Tauberbischofsheim, wo er 1864 unter Hinterlassung einer Stiftung für wohltätige Zwecke starb. Die Einwohnerzahl der jüdischen Gemeinde Dittigheims stieg zunächst weiter an: 1825 (87 Juden in Dittigheim), 1840 (120), 1854 (172 bzw. 15 Prozent der Ortsbevölkerung). Durch Aus- und Abwanderung ging die Zahl der jüdischen Einwohner Dittigheims in der zweiten Hälfte des 19. Jahrhunderts stark zurück.
Die jüdische Gemeinde Dittigheim besaß eine Synagoge, eine Religionsschule (nach 1840 zeitweise eine jüdische Konfessionsschule) und ein rituelles Bad. In Allersheim wurden die Toten der jüdischen Gemeinde beigesetzt, nach 1875 auch auf dem jüdischen Friedhof Tauberbischofsheim. Ein eigener Lehrer wurde zur Besorgung religiöser Aufgaben der Gemeinde angestellt. Dieser war zugleich als Vorbeter und Schächter tätig. 1827 wurde Dittigheim dem Bezirksrabbinat Wertheim zugeteilt. Dieses hatte von 1850 bis 1864 vorübergehend seinen Sitz in Tauberbischofsheim. In Dittwar lebende Juden besuchten ebenfalls die Synagoge der jüdischen Gemeinde Dittigheim.
Im November 1881 kam es zur Auflösung der jüdischen Gemeinde Dittigheim. Damals gab es noch 14 Gemeindeglieder, von denen zehn in Tauberbischofsheim lebten. Die vier übrigen wurden ebenfalls der jüdischen Gemeinde Tauberbischofsheim zugewiesen. Etwa nach 1900 lebten keine Juden mehr in Dittigheim.